# Monte Hubbard
O monte Hubbard é uma montanha da cordilheira Montes de Santo Elias situada na fronteira entre Yukon, Canadá e o Alasca, Estados Unidos. Tem 4557 m de altitude e 2457 m de proeminência topográfica, o que a torna uma montanha ultraproeminente. O monte Hubbard é o oitavo mais alto dos Estados Unidos, e o 12.º mais alto do Canadá.
Do lado do Canadá fica o Parque e Reserva Nacional Kluane, enquanto que do lado dos Estados Unidos fica parte do Parque Nacional e Reserva de Wrangell-St. Elias. A montanha foi designada em 1890 pelo geólogo Israel Russell, do United States Geological Survey, em homenagem a Gardiner Greene Hubbard, primeiro presidente da National Geographic Society, que patrocinou a expedição de Russell.